# 李四光
李四光（1889年10月26日—1971年4月29日），字仲拱，原名李仲揆，蒙古族，湖北黄冈人，近代中国地质学家、古生物学家、社会活动家、革命者与政治人物，中国地质工作与现代地球科学的主要领导人与奠基人。
1904年，李四光留学日本，并于1910年毕业于大阪高等工业学校船用机械科。回国后，李四光到北京参与游学毕业考试，并被清廷授予工科進士称号。1911年，作为中国同盟会年龄最小的第一批成员，李四光参与革命，并出任湖北同盟会支部书记与湖北軍政府实业部部长。1913年后，李四光留学英国，在伯明翰大学学习地质学，并在1918年获得硕士学位。1920年，李四光受丁文江号召回国，并于次年担任北京大学地质系主任。
1927年，李四光主持筹建中央研究院地质研究所，并于次年担任所长。1934年，李四光赴英讲授“中国地质学”，并出版同名著作。抗战期间，他在重庆大学任教，并在1948年前往英国参与国际地质学会会议。同年，他被选为中央研究院第一屆院士。1950年3月后，李四光秘密回国，随后出任地质部部长、中国科学院副院长、中国科学院学部委员、中国地质学会理事长、中国科协主席、世界科学工作者协会副主席、全国政协副主席、苏联科学院外籍院士、中共中央委员、国务院科教组组长等要职，为中华人民共和国的副国级领导人。
李四光早年研究䗴科化石，提出了十项鉴定标准，从而成为中国微体古生物学研究的先驱。李四光还发现中国存在第四纪冰川，并开辟地质力学学派，提出构造体系的概念。据此，李四光否定了“中国贫油论”，认为可以通过沉降带勘探石油，通过“地质构造与辐射勘测相结合”寻找铀矿，为中国石油工业与原子能工业的发展做出开创性的贡献。晚年的李四光提出了地应力监测地震的方法，预测了唐山、四川、邢台、临沂四大地震带，其中有三个被证实。

## 生平

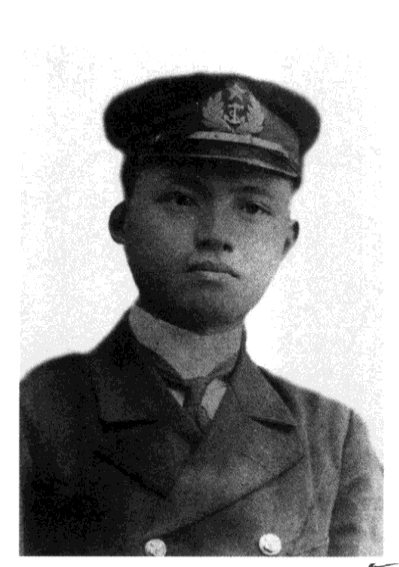
李四光

李四光为蒙古族，祖上姓「库里」，後來又簡化成「庫」姓。由于家境贫寒，从蒙古草原流落迁徙至湖北黄冈地区。祖父李正範，在縣學讀過書，以在乡间设私塾为生。父親李康爵（1862-1922），字卓侯，也是私塾先生。
李四光原名李仲揆，十三周岁（1902年冬，虛歲十四歲）赴武昌求学小学报名时误将年龄「十四」填入姓名一栏，增添几笔遂改成李四光，取“光被四表”之意，而以仲揆為字。光绪三十年五月1904年赴日本留学，同年参加同盟会，先后在东京弘文学院、大阪高等工业学校学习，选学“舶用机关”。
1911年毕业回中国。1911年9月到京师参加“海归”考试，以最优等成绩获赏“工科進士”。1913年赴英国伯明翰大学先学采矿，后转学地质学，1918年5月，他以《中国之地质》的优秀论文获得了自然科学硕士学位，接着到欧洲大陆做地质考察。1919年获硕士学位。同年回中国，任北京大学地质系教授兼系主任。
后再赴英国深造，1927年获伯明翰大学博士学位，同年回中国。1931年3月30日，特派西陲學術考察團理事會理事。1932年9月1日、1933年4月20日、1936年3月28日、1939年5月30日、1942年5月19日，先后任中英庚款董事會董事。1928年7月至1938年4月任国立武汉大学建筑筹备委员长，后在南京参与创建中央研究院，并任地质研究所研究员兼所长，直至1948年。同年，當選為中央研究院第一屆院士。1932年曾出任国立中央大学代理校长。
1949年中华人民共和国成立后，滞留英国的李四光，接到中国科学院院长郭沫若亲笔信邀请其回国参加建设，此信由新华社伦敦分社陈天声交留英机械专家许绍高转交给李四光。1950年春李四光归国，任全国地质工作计划指导委员会主任兼中国科学院副院长、地质部部长。1952年筹建北京地质学院。1954年当选为中国人民政治协商会议全国委员会副主席。1955年当选中国科学院院士。1958年当选为中国科学技术协会首任主席。因探勘東北石油之功，毛澤東多次接見李四光的地質部門並給予讚賞，1964年受邀與錢學森、竺可楨等，到中南海菊香書屋進行親自匯報，之後幾年他的學術環境也較為穩定，受中央之託負責給毛、周等領導人撰寫資料。1971年4月29日在北京逝世，享年82岁。

## 学术贡献

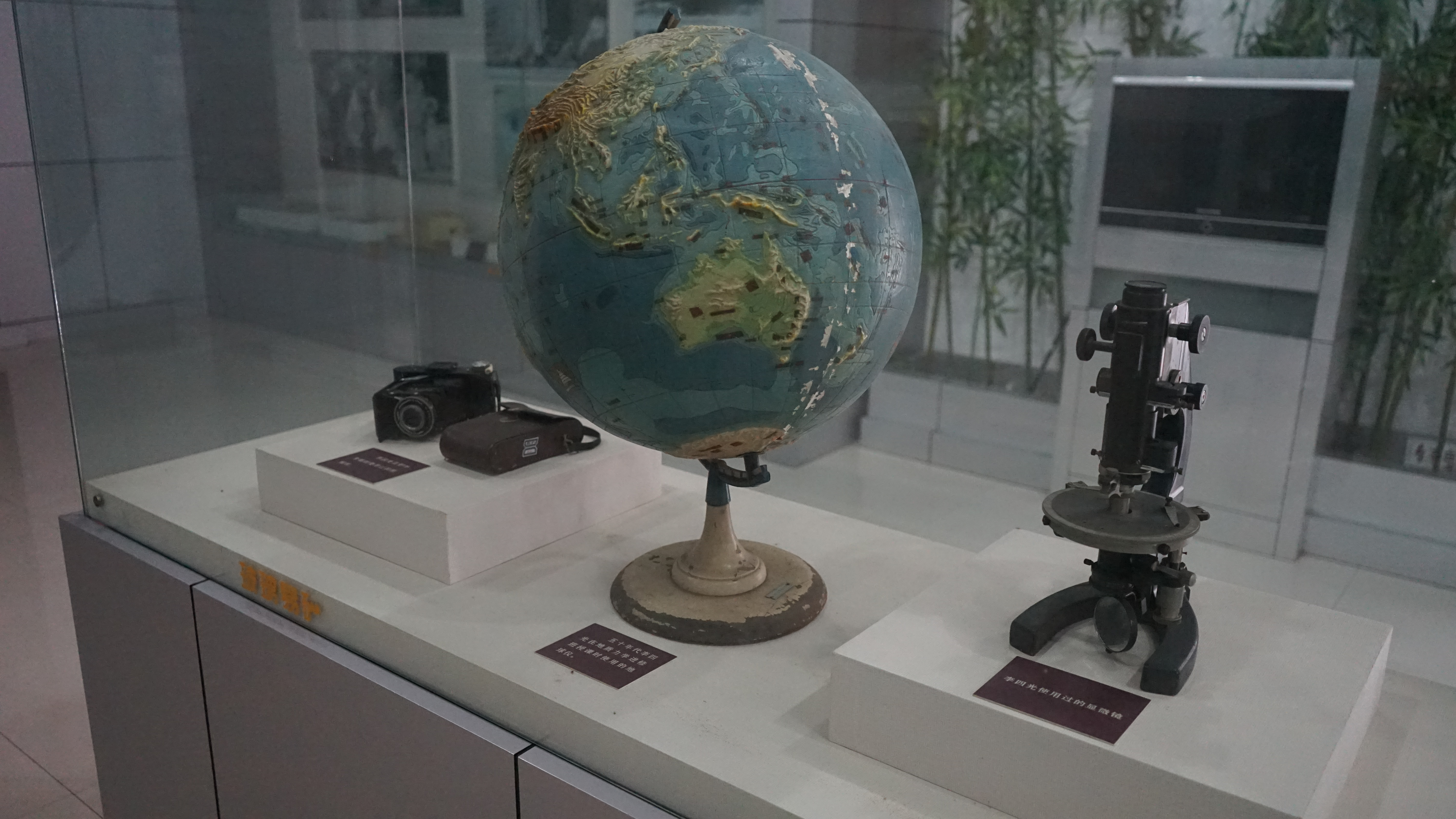
从左至右：李四光野外考察时使用的相机、1950年代李四光在地质力学进修班授课时使用的地球仪、李四光使用过的显微镜

- 对中国北部䗴类化石及其地层意义的研究是中国最早进行的䗴类及石炭二叠系研究。其创立的“䗴”字，用来翻译Fusulinid（一种早已灭绝的有孔虫，属于原生动物），为现在的中国古生物学界所沿用[17]。
- 提出了华东第四纪冰川存在的理论。
- 运用地质力学对地壳运动及其与矿产分布的规律的研究，创建“地质力学”和“构造体系”的概念。
- 预测新华夏构造体系三个沉降带存有石油，后大庆、胜利等油田的发现证实其预测。但是对于这一点，在学术界一直有争论，如黄汲清认为是他的大地构造理论指导了大庆油田的发现。[18]

## 家庭
据《中国大百科全书》

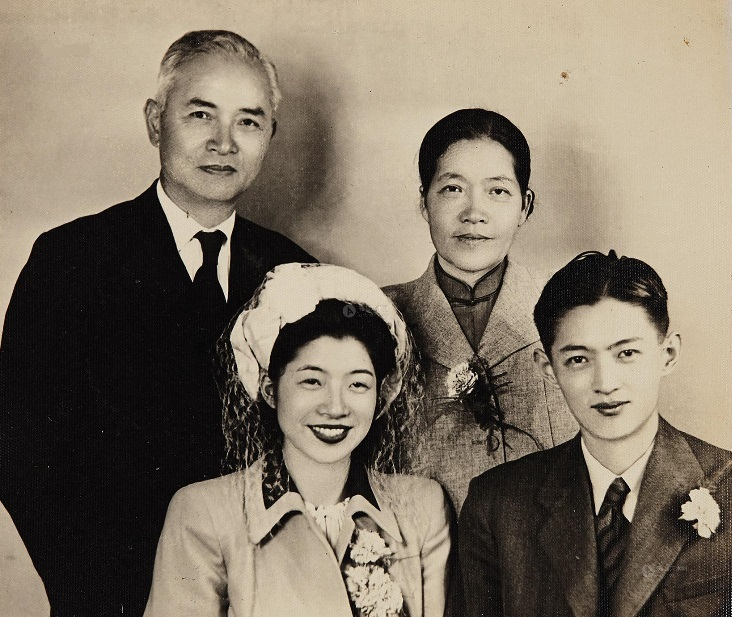
李四光和妻子许淑彬在剑桥参加女儿李林与女婿邹承鲁的婚礼

，李四光的民族身份为蒙古族；而黄冈《库李宗谱》记载库氏始祖义通，字道源，于明洪武初从原籍江西饶州府乐平县泥儿湾瓦屑坝，迁湖广黄州府，即现在的黄冈，后来李四光家族等部分支派改李姓。
- 先祖：十三世库曰茂，生于清乾隆二十一年，卒于嘉庆二十五年，葬存祖湾青龙。[6]

- 祖父：十六世李正范，谱名居谦（1838-1882），字受益，号心培，邑庠生。[6]

- 祖母：雷氏，“归公以后，处境极苦，甚至拾麦佣工以维生活。”[6]

- 父亲：李卓侯，是私塾老师，秀才，早年参加过中国同盟会，曾与孙中山、黄兴等人多次聚首，思想开放、知识渊博，是“林氏三兄弟”——林育南、林育英、林彪的启蒙恩师[20]。

- 母亲：龚姓，生于同治六年（1867）。外祖父也是业儒的庠生，教授乡里，远近闻名。龚夫人性子温顺，乐施与，戚友之贫窭者辄量力资助。[6]

## 纪念
- 黄冈市李四光纪念馆
- 李四光纪念馆 (北京)

## 影视形象
- 1979年电影《李四光》（孙道临饰演）